# Турианчайский заповедник
Турианча́йский запове́дник — государственный природный заповедник в Азербайджане. Создан 6 мая 1958 года на площади 12 344 га, в январе 2003 года территория заповедника была увеличена до 22 488 га.

## Цель создания
Основная цель создания заповедника — сохранение и восстановление можжевелово-фисташкового редколесья и других природных ресурсов, а также локализации очагов эрозии у подножия гор.

## География
Заповедник находится на отрогах хребта Боздаг, на юге Большого Кавказа в междуречье Алиджанчая и Гёйчая. Преобладают полупустыни и аридные редколесья, состоящие преимущественно из фисташки, можжевельника и дуба, имеющих почвозащитное, водоохранное и климатологическое значение.
Заповедник охватывает территории Агдашского, Огузского, Евлахского и Габалинского районов.

## Флора и фауна
В заповеднике имеются 3 вида можжевельника: плакучий,
красный, многоплодный. Также на территорий заповедника растёт дуб грузинский, гранат и другие породы деревьев.
В заповеднике обитают 24 вида млекопитающих, 20 пресмыкающихся и 3 вида земноводных.